# ピエタ (リベーラ、ティッセン＝ボルネミッサ美術館)
『ピエタ』（西: La Piedad、英: The Pietà）は、17世紀スペイン・バロック期の巨匠ホセ・デ・リベーラ (別名エスパニョレト) がキャンバス上に油彩で描いた絵画である。署名と1633年の制作年が記されている。現在、マドリードのティッセン＝ボルネミッサ美術館に所蔵されている。同主題のほかの2点のヴァージョンが知られており、それぞれナポリのサン・マルティーノ美術館とナショナル・ギャラリー・ロンドンに所蔵されている。

## 歴史
この絵画は、デ・エレディア侯爵のコレクションに由来する。本来の依頼者はわかっていないが、スペイン人であったと推測される。署名は、当時のリベーラの通常の形式で画面下部右隅の岩の上に「Jusepe de Ribera español 1633 (スペイン人フセぺ・デ・リベラ 1633年)」と記されている。リベーラは自身の工房で制作した作品の数と質において最も多作な画家の1人であった。
リベーラは、ピエタの主題を生涯を通して数多く、そして多くの異なるバリエーションで描いた。最初期の現存する作例は1620年のナショナル・ギャラリー (ロンドン) に所蔵されるもので、本作は1633年に、サン・マルティーノ美術館の作品は1637年に制作された。

## 作品
本作はリベーラの過渡期の様式を示しており、テネブリスムの影響を脱することなく、ルーベンスやヴァン・ダイクらの画家たちの作品に触発され、より明るい色彩を試し始めた時期に描かれた。
イエス・キリストの身体は画面前景に水平に配置されている。右側では福音記者ヨハネがキリストの背中を支える一方、マグダラのマリアがキリストの足に接吻している。中央には聖母マリアがいるが、その顔は悲痛に暮れており、空を仰ぎ見、両手を祈りのポーズで合わせている。画面上部右側の暗がりからは、キアロスクーロの技法でアリマタヤのヨセフの顔が浮き出ている。
画面のスポットライトはキリストの横たえられた身体に当たっており、その痛々しい傷はほとんど露わになっていない。その一方で、キリストの傷に対応する心理的苦痛が聖母の顔と仕草に表現されている。

## ギャラリー

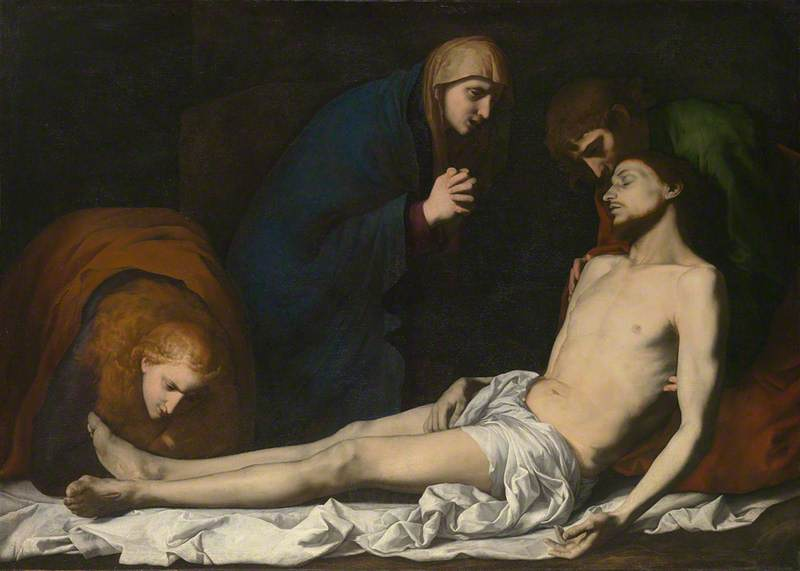
リベーラ『死せるキリストへの嘆き』(1620年)、ナショナル・ギャラリー (ロンドン)
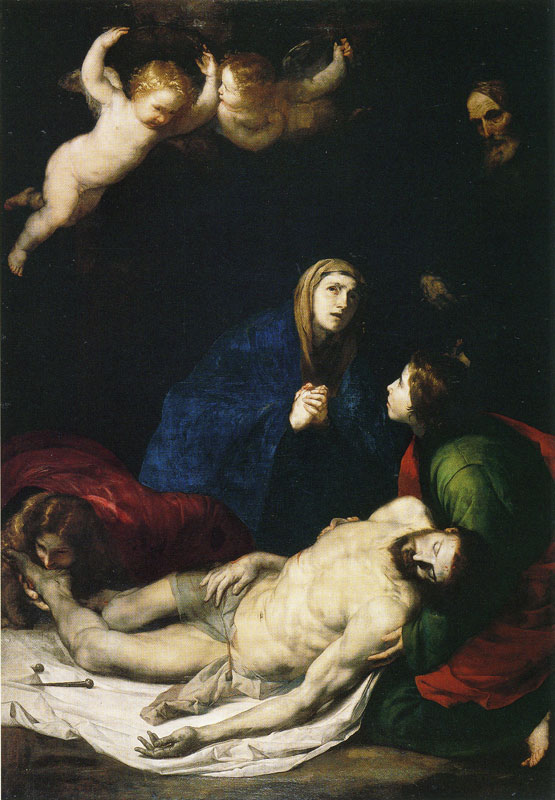
リベーラ『ピエタ』(1637年)、サン・マルティーノ美術館（英語版）、ナポリ